# Villamayor de Monjardín
Villamayor de Monjardín là một đô thị trong tỉnh và cộng đồng tự trị Navarre, Tây Ban Nha. Đô thị này có dân số là 134 người, diện tích 13,137 km2. Đô thị Villamayor de Monjardín nằm ở độ cao 682 m trên mực nước biển, cách tỉnh lỵ 53 km.

## Biến động dân số
| Biến động dân số                                                      | Biến động dân số | Biến động dân số | Biến động dân số | Biến động dân số | Biến động dân số | Biến động dân số | Biến động dân số | Biến động dân số | Biến động dân số | Biến động dân số |
| 1996                                                                  | 1998             | 1999             | 2000             | 2001             | 2002             | 2003             | 2004             | 2005             | 2006             | 2007             |
| --------------------------------------------------------------------- | ---------------- | ---------------- | ---------------- | ---------------- | ---------------- | ---------------- | ---------------- | ---------------- | ---------------- | ---------------- |
| 118                                                                   | 119              | 130              | 127              | 124              | 120              | 123              | 135              | 140              | 140              | 139              |
| Nguồn: Villamayor de Monjardín et instituto de estadística de navarra |                  |                  |                  |                  |                  |                  |                  |                  |                  |                  |